# Rocky V
Rocky V je americký sportovní film z roku 1990, páté pokračování filmové série Rocky, navazující na snímky Rocky, II, III, IV a následovaný filmem Rocky Balboa. Scénář napsal představitel Rockyho Balboa Sylvester Stallone.
Příběh začíná tam, kde končil Rocky IV. Po vyhraném souboji s Ivanem Drago se Rocky vrací do Států a pro zdravotní potíže končí s boxem. Rozhodne se ale trénovat mladého a nadějného Tommyho Gunna.

## Příběh
Po vítězném zápase má Rocky Balboa (Sylvester Stallone) zdravotní problémy. Nechá si zavolat Adrianu (Talia Shire) a říká jí, že nemůže zastavit třes rukou. Navíc jí začne oslovovat "Micku", což je jméno zesnulého trenéra. Adriana má o Rockyho velký strach a tak se ihned vracejí do Spojených států, kde je na letišti přivítá jejich syn Robert (Sage Stallone). Už na tiskové konferenci se na Rockyho neurvale obrací George Washington Duke (parodie na Dona Kinga) s tím, že má nového soupeře o titul. Union Cane chce s Rockym boxovat a slibuje mu, že to, co zažil s Dragem nebylo nic proti tomu, co mu chystá on. Rocky však jakékoliv zápasy odmítá a Adriana přímo vystupuje před novináře a oznamuje, že Rocky s boxem skončil.
Doma se strhuje hádka. Paulie (Burt Young) totiž před odletem do Sovětského svazu podepsal za Rockyho blanket pro plnou moc v domnění, že podepisuje žádost o daňový odklad. Účetní peníze zpronevěřil a Balboovi přišli o veškeré peníze. Jediné, co zůstává nezadlužené je stará tělocvična po Mickeym Goldmillovi. Rocky nejprve chce přistoupit na další souboj proti Unionovi, ale Adriana je striktně proti a prosí ho, aby šel na vyšetření.
Rocky podstupuje lékařské vyšetření a doktoři zjišťují, že trpí syndromem boxerů "cavum septum pellucidum", což je díra v membráně oddělující dutiny lebeční. Rocky tak nemůže boxovat, protože by mu nebyla prodloužena licence. Rocky nechává dražit svůj majetek, aby zaplatil dluhy, které vznikly.
Rocky se i s rodinou stěhuje zpět do chudé čtvrti Filadelfie, kde jej ovšem sousedé vítají jako svého. Duke se snaží opakovaně přemluvit Adrianu nebo Rockyho k tomu, aby Balboa znovu nastoupil do ringu, ale neúspěšně. Rocky má spíše starost o Roberta jr., který musí nastoupit do školy kam chodil i Rocky, ale ví, že on na ulici nevyrostl a neumí se bránit.
Rockyho s Pauliem zastavuje na ulici dvacetiletý mladík, Tommy Gunn. Vysvětluje Rockymu, že je boxer a chtěl by, aby ho Balboa trénoval. Robert jr. má ve škole opravdu problémy, když jej šikanují dva spolužáci. Tommy Gunn se objevuje znovu v tělocvičně Rockyho a předvádí, že páru opravdu má. Rocky ho přesto odmítá manažerovat, protože se na to necítí. Při posledním pokusu vysvětluje Rockymu, že dal všechno na jízdenku do Filadelfie a svoje vybavení, nemá nic víc než co s sebou nese a to vše proto, aby se dostal k Rockymu. Rocky nakonec souhlasí a protože Tommy nemá kam jít, bere jej k sobě domů.
Rocky trénuje Tommyho a upoutává se na něj čím dál víc. V něm vidí sebe a v sobě vidí Mickeyho, který jej trénoval. Naproti tomu začíná zanedbávat Roberta, svého syna. Ten má stále větší problémy a tak začíná chodit do Rockyho tělocvičny trénovat si údery. Díky tomu se později zbaví dotíravých spolužáků, ale Rocky stále na jeho příběh nemá čas, protože neustále je zaměstnán Tommy Gunnem.
Tommy Gunn je stále úspěšnější a vyhrává další a další zápasy. Všude je však označován jako "Rockyho chlapec", "Rockyho Robot" apod. Mezitím se Union Cane stává šampiónem. Tommy už má dost druhořadých zápasů a chce se utkat o titul, ale Balboa se domnívá, že ještě nepřišel čas. Tommy tak podléhá vábení peněz slibovaných Dukem. Rocky ho varuje, že jestli podepíše smlouvu, stane se jenom loutkou. Tommy přesto Rockyho opouští, aniž by tušil, že je pouze součástí Dukeova plánu, jak dostat Balbou do ringu.
Rocky se udobřuje se svým synem. Tommy bojuje o titul s Canem a poměrně snadno vítězí. Záhy je však vypískán publikem, které ví, že opustil jejich miláčka Rockyho. Tommy navíc věnuje poděkování namísto Rockymu Dukeovi. Na tiskové konferenci je slovně napaden novináři, že Union nebyl žádný soupeř a nikdo nebude Gunna akceptovat jako šampióna. Duke vysvětluje Tommymu, že musí dostat Rockyho do ringu a vydávají se za ním do hospody, kam odešel s Pauliem.
Během hádky v hospodě Tommy udeří Paulieho a Rocky se s ním rozhodne utkat rovnou venku. Duke to Tommymu zakazuje, protože ví, že Balboa je pouliční boxer a Tommy, který nedostal nikdy ránu rukou bez rukavice, proti němu nemá šanci. Skutečně ho Rocky sundá pomocí několika úderů, ale Tommy jej zákeřně napadne zezadu. Rockymu se projevuje zranění ze zápasu s Dragem, ale opět se zvedá a poráží Gunna v pouliční rvačce za světel televizních kamer a řady diváků. Rocky je oslavován pouličním publikem a na samý závěr ještě uštědří jednu ránu Dukeovi, byť mu ten vyhrožuje, že ho zažaluje.

## Obsazení
| Sylvester Stallone | Rocky Balboa                              |
| Talia Shire        | Adriana Balboa - Rockyho žena             |
| Burt Young         | Paulie Pennino - Adrianin bratr           |
| Sage Stallone      | Robert Balboa jr. - syn Rockyho a Adriany |
| Tommy Morrison     | Tommy Gunn - Rockyho svěřenec             |

## Hudba
Hudba k filmu není originální, ale složená od tvůrců jako Joey B. Ellis, Elton John, MC Hammer, 7A3, MC Tab, Rob Base, a Bill Conti.